# Anna Tur Torres
Anna Tur Torres   (Eivissa, 5 de setembre de 1983) és una discjòquei, productora i locutora eivissenca. És considerada com l'artista d'aquesta illa amb més projecció internacional.

## Trajectòria
La música ha estat sempre present a la vida d'Anna Tur gràcies a la seva família, doncs és filla de Juan Tur i Maribel Torres, dos reconeguts periodistes i locutors. Entre el 2005 i el 2008 va estudiar Publicitat, Comunicació i Relacions Públiques a la Universitat ESERP Barcelona. El 2009 va completar els estudis superiors amb un màster en Direcció de Màrqueting Internacional. Va ser aquest mateix any quan va tenir lloc el seu debut professional com a DJ a la llegendària Space Eivissa.
Des de llavors ha actuat als clubs més importants de l'illa: Pacha Eivissa, Amnesia, Privilege, HÏ, Blue Marlin, IMS Eivissa; i d'arreu, com el Kit Kat Club a Berlín. També ha participat en alguns dels festivals més importants del món: Creamfields, Tomorrowland, Dreambeach, Ultra Australia, Delirium, Untold, Neversea, BPM, We Are FSVL, Aquasella, OFF Sonar , WAN, Set For Love, Utopia, World Club Dome, FarraWorld, Brunch Electronik, Masquerade, Street Parade, o Medusa Sunbeach Festival.
Ha compartit cartell amb les figures més influents de la indústria electrònica: Carl Cox, Charlotte de Witte , Paco Osuna, Marco Carola, Luciano, Solomun, Richie Hawtin, John Acquaviva, Boris Brejcha, Pan Pot, Nina Kraviz, Ricardo Villalobo, Reinier Zonneveld, Stella Bossi, Adam Beyer, Seth Troxler, Claptone, Joseph Capriatti, Indira Paganotto, CamelPhat, Solardo, Joris Voorn, Vintage Culture o Nic Fanciulli, entre d'altres.
A més de DJ i productora, Anna Tur també és locutora de ràdio. Al costat del seu pare va crear en 2004 Eivissa Global Radio, on va exercir de directora general durant 16 anys, aconseguint posicionar-la com una de les emissores dedicades a la música electrònica més importants del món.

## Discografia
Com a productora, Anna Tur ha remesclat un dels artistes de música electrònica més populars del món, el britànic Carl Cox. Els seus treballs han estat editats per segells internacionals com Truesoul, Armada Music, Set About o Union Three. En 2024, va llançar el senzill "Bon Voyage" per Drumcode, un dels segells líders del tecno a nivell internacional.

## Premis
El 2014 va aconseguir el 2n lloc al concurs She Can DJ d'EMI Music Spain. Un any després, el 2015, la 5a edició dels Vicious Music Awards la van guardonar amb el premi a Millor Artista Femenina de l'any. El 2021 el rànquing internacional de DJs femenines DJane la va incloure al número 41 de la seva llista. El 2022 va rebre el premi Tanit Ibiza Award per la seva trajectòria Internacional com a màxima representant d'Eivissa.
L'any 2025 va ser reconeguda per l'edició espanyola de Forbes com una de les 50 dones més influents de les Balears.

## Vida personal
El 20 d'octubre del 2022 Anna Tur va donar a llum la seva filla Georgina.